# Casablanca (Gran Canaria)
Casablanca es una localidad del municipio de Firgas, Gran Canaria, España. En 2024 contaba con 803 habitantes y se encuentra a una altitud de 272 metros sobre el nivel del mar.

## Historia
El origen de el nombre es debido a la existencia de una «casa blanca», que servía de referencia de ubicación de tierras, trapiches y acequias. Ya en 1673, se menciona que el edicto “Nuestro pastor y prelado” fue leído en la ermita de la Santísima Trinidad, ubicada en la antigua Casa Blanca.
El 4 de junio de 1923 los vecinos solicitaron una ermita dedicada a la Virgen del Pilar debido a las dificultades que según ellos sufrían para desplazarse hasta la parroquia de Firgas. El 13 de julio de ese año, el obispo Miguel Serra y Sucarrats autorizó la construcción, financiada y promovida por la comunidad local. La primera piedra se colocó el 15 de julio de 1923, y la ermita acabó convirtiéndose en parroquia en 1943.